# الكابتن باور
الكابتن باور (بالإنجليزية: Captain Power and the Soldiers of the Future)‏، هو مسلسل تلفزيوني أمريكي موجه للمراهقين. تم مترجمة المسلسل للغة العربية وعرض على قناة سبيس باور. يحكي المسلسل عن كابتن شجاع اسمه باور يحاول هو واصدقائه التصدي للاشرار.
بدأ المسلسل في عام 1987 - 88 وهذا المسلسل من نوعية الخيال العلمي. كما تم إنتاج خط لعبة من قبل شركة ماتيل، وخلال كل حلقة كان هناك القطعة التي شملت البصرية والسمعية المواد التي تتفاعل مع اللعب.

## روابط خارجية
- الكابتن باور على موقع IMDb (الإنجليزية)
- الكابتن باور على موقع كينوبويسك (الروسية)
- الكابتن باور على موقع ألو سيني (الفرنسية)
- الكابتن باور على موقع قاعدة بيانات الفيلم (الإنجليزية)